# Vliv globálního oteplování na člověka

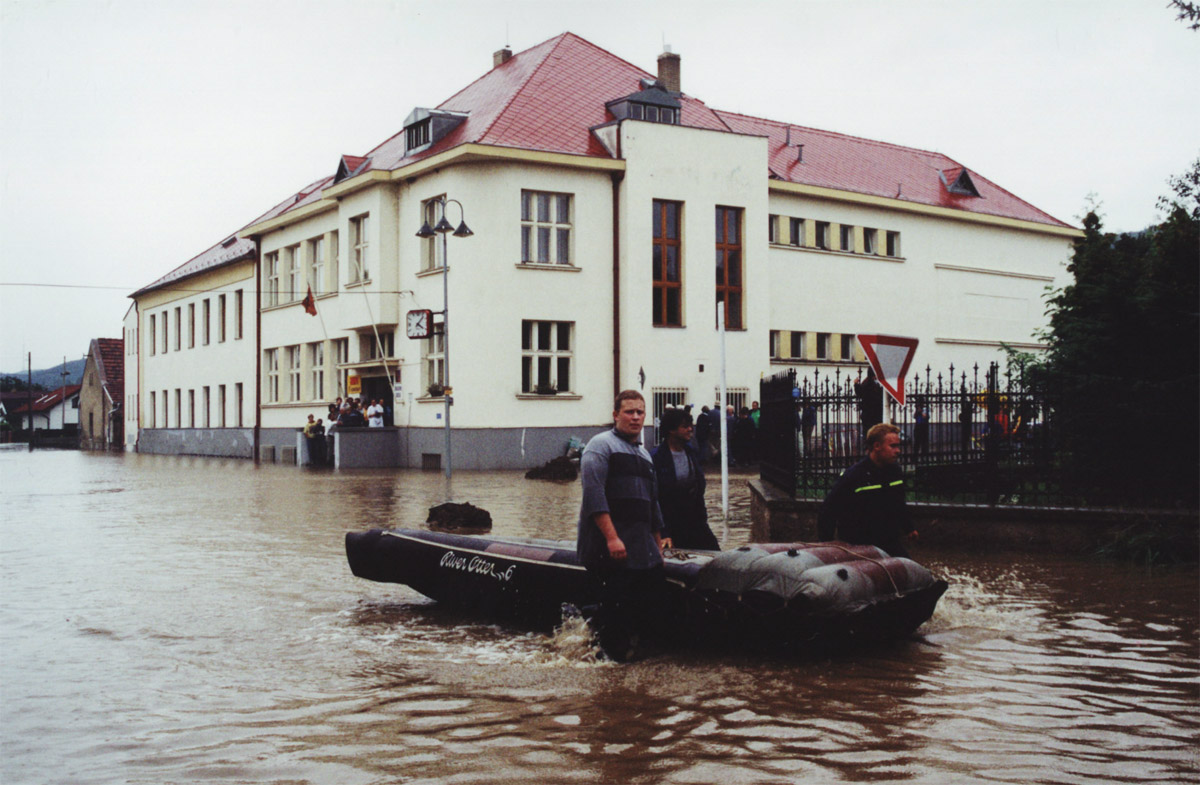
Dobřichovická škola o povodních v roce 2002

Současná klimatická změna již přinesla možná i trvalé změny zemského geologického, biologického a ekologického systému. Tyto změny vedly ke zhoršení různých environmentálních nebezpečí pro lidské zdraví, mezi něž patří extrémní počasí, ozonová díra, zvyšující se nebezpečí požárů, ztráta biodiverzity, zatížení systémů, které produkují potraviny, nebo celosvětové šíření infekčních onemocnění. Světová zdravotnická organizace (WHO) odhaduje, že klimatická změna ročně způsobí 160 000 lidských úmrtí ročně.
Většinu nepříznivých následků klimatické změny zakouší chudé a nízkopříjmové skupiny obyvatel po celé planetě, jejichž zdraví, bohatství a další životní kvality jsou mnohem více svázané se životním prostředím, ve kterém žijí, a přitom mají mnohem menší možnosti se se změnami životního prostředí vyrovnat. Zpráva věnující se celosvětovému dopadu klimatické změny na člověka publikovaná v roce 2009 Světovým humanitárním fórem (Global Humanitarian Forum) odhadovala více než 300 000 lidských úmrtí a okolo 125 miliard dolarů ekonomické ztráty každý rok. Klimatické změny způsobují podle této zprávy nejvíce ztrát na lidských životech kvůli zhoršujícím se povodním a suchům v rozvojových zemích.

## Hlavní slabiny
Důsledky klimatické změny člověka nejsnadněji ovlivní v oblastech, které přesahují jeho možnost adaptace. Mezi tyto doposud známé slabiny se dají zařadit extrémní počasí, prudká změna klimatu nebo limitovaný přístup ke zdrojům (finančním, technickým, lidským, institucionálním), a vyrovnání se s těmito změnami je pro člověka těžko zvládnutelné. Mezivládní panel pro změnu klimatu (IPCC) publikoval v roce 2007 zprávu, která mapovala hlavní slabá místa průmyslu, osídlení a společnosti vůči klimatické změně. Následující kategorizace zahrnuje několik stupňů, které uvádějí, s jakou mírou pravděpodobnosti si můžeme být jisti, že se skutečně jedná o slabé místo.
- Velmi vysoká pravděpodobnost: Vazby mezi klimatickou změnou a urbanizací: tento jev je nejvíce viditelný v rozvojových zemích, kde se urbanizace často soustřeďuje do pobřežních oblastí.
- Vysoká pravděpodobnost:
  - Vazby mezi klimatickou změnou a světovým ekonomickým růstem: problémy spojené s klimatickou změnou nejsou způsobené pouze dopadem klimatické změny samotné, ale také dopadem politik, které na klimatickou změnu reagují. Například politika, která zvýší ceny pohonných hmot, může ovlivnit potenciální rozvoj.
  - Nehybné fyzické infrastruktury, které jsou důležité pro různé lidské potřeby: to zahrnuje infrastruktury, které jsou náchylné k poškození extrémním počasím nebo vzestupem hladiny oceánů a ty, které už jsou téměř nedostačující.
- Střední pravděpodobnost: Vazby mezi vládními a sociálně kulturními strukturami, které už nyní čelí jiným tlakům (např. limitované hospodářské zdroje).

## Zdraví
Lidské zdraví je vystaveno široké škále rizik, které způsobuje klimatická změna. Již v roce 2006 se uvádělo. že následujících desetiletích se tato rizika ještě zvýší, často na kritickou úroveň, pokud tedy bude klimatická změna probíhat stejným tempem jako až do té doby. Zdravotní rizika lze shrnout do tří hlavních skupin:
- přímo působící účinky (např. vlny veder, vyšší míra znečištěného ovzduší, katastrofy způsobené extrémním počasím)
- účinky způsobené změnami v ekologických systémech a vazbách v důsledku změny klimatu (např. zemědělské výnosy, ekologie komárů, mořská produkce)
- nepřímé a prolínající se následky (např. konflikty spojené s vyčerpáním a přemístěním zdrojů nebo post-katastrofální psychické problémy)

Hrozí také, že klimatická změna zpomalí, zastaví nebo dokonce zvrátí mezinárodní boj proti dětské podvýživě, úmrtnosti z průjmových onemocnění a šíření dalších infekčních onemocnění. Klimatická změna se projevuje především zhoršováním existujících a často obrovských zdravotních problémů, především v chudších částech světa. Současné proměnlivé počasí už nyní přináší negativní dopad na zdraví chudých lidí v rozvojových státech, což bude klimatickou změnou pravděpodobně ještě mnohonásobně zhoršeno.
Měnící se klima tedy ovlivňuje předpoklady zdravé populace: čistá voda a vzduch, dostatečné potravinové zásoby, přirozené zábrany šíření přenašečů infekčních chorob a vhodný a bezpečný domov. Teplejší a proměnlivější klima vede k vyššímu počtu některých ovzduší znečišťujících látek, zvyšuje míru a rozptyl přenosu infekčních onemocnění skrze znečištěnou vodu a kontaminované jídlo a ovlivněním přenašečových (vektorových) organismů (např. komárovitých) nebo snazším zprostředkováním hostitelských druhů, které poskytují útočiště těmto infekčním přenašečům (např. dobytek, netopýři nebo hlodavci). Změny teploty, srážek a sezónnosti snižují zemědělskou produkci v mnoha oblastech, včetně těch nejméně rozvinutých zemí, kde tento jev ohrožuje zdraví dětí a jejich růst a celkový zdravotní stav a plnohodnotné schopnosti dospělých. S tím, jak se planeta otepluje, závažnost (a pravděpodobně i četnost) katastrof způsobených počasím bude stoupat, což se už v mnoha oblastech na světě v posledních desetiletích děje. Globální oteplování tedy změnami v zásobování jídlem a vodou může nepřímo zvýšit negativní dopady na zdraví člověka včetně podvýživy, průjmových onemocnění, zranění, kardiovaskulárních a respiračních nemocí a nemocí šířených skrze vodu a hmyz.
Rovné šance na zdravý život a klimatická změna mají velký dopad na lidské zdraví a kvalitu života a jsou propojeny mnoha způsoby. Zpráva WHO Komise pro sociální podmínky lidského zdraví (Commission on Social Determinants of Health) v roce 2004 upozorňovala, že znevýhodněné společnosti mají větší tendenci čelit nepřiměřenému podílu dopadů klimatické změny, protože jsou vystavenější a zranitelnější zdravotním ohrožením. Přes 90 % zemřelých na následky malárie a průjmových onemocnění jsou děti věku pěti let a mladší a často pochází z rozvojových zemí. Dalšími často postiženými skupinami jsou ženy, staří lidé a ti, kteří žijí na malých ostrovech rozvojových států a v pobřežních oblastech, megaměstech nebo horských oblastech, jak uváděla zpráva UNDP v roce 2007.

### Dopady na duševní zdraví
Článek z roku 2011 publikovaný v časopise Americký psycholog (American Psychologist) určil tři třídy psychologických dopadů globální klimatické změny:
- přímé – "Náhlé nebo traumatické účinky extrémního počasí nebo změny životního prostředí."
- nepřímé – "Ohrožení duševní pohody pozorováním dopadů a znepokojením nebo nejistotou ohledně budoucích rizik."
- psychosociální – "Chronické sociální a společenské vlivy veder, sucha, migrace a konfliktů spojených s klimatem a přizpůsobováním se následkům katastrof". Psychologický dopad je pozorován skrze lidské chování a reakce člověka na současné situace. Téma klimatické změny je velmi složité a pro laiky obtížně pochopitelné. Toto porozumění nicméně ovlivňuje lidské chování. Jak dokázali Ranney a Clark ve své práci z roku 2016,[15] pokud jsou lidé dostatečně informování, aby dostatečně pochopili vědu věnující se klimatu, podpoří to změnu jejich chování tak, aby se snažili o zpomalení změny klimatu.

### Extrémní počasí
Kvůli své proměnlivosti a výkyvům jsou případy extrémního počasí pravděpodobně ještě důležitější (v případě jejich dopadu na lidské zdraví) než postupný dlouhotrvající trend zvyšování průměrné teploty, jak uváděla např. již práce z roku 2002. Extrémní počasí, jakými jsou třeba záplavy nebo sucha, často doprovází infekční onemocnění. Tyto lokální epidemie se objevují v důsledku ztráty infrastruktury, tedy například nemocnic a sanačních služeb, ale také kvůli změnám v místní ekologické stabilitě a prostředí.

### Nemoci
Klimatická změna může vést k drastickému zvýšení počtu různých infekčních onemocnění. Začátkem poloviny 70. let "se objevila, obnovila a přerozdělila infekční onemocnění". Příčin tohoto úkazu bylo více, od sociálních, environmentálních, po klimatické vlivy, nicméně mnoho lidí tvrdí, že "nestálost infekčních onemocnění může být jedním z prvních biologických projevů klimatické nestálosti". Ačkoliv je mnoho infekčních onemocnění ovlivněno klimatickými změnami, nemoci způsobené přenašeči, jakými jsou malárie, horečka dengue a leishmanióza, se objevují v silném kauzálním vztahu. Pozorování a výzkumy odhalily distribuční posun škůdců a patogenů od rovníku směrem k zemským pólům.

#### Malárie
Zvyšující se počet srážek může zvýšit počet komárů, a to nepřímo rozšiřováním vhodného prostředí pro jejich larvy a nárůstem jejich potravinových zdrojů. Malárie ročně zabije přibližně 300 000 dětí mladších pěti let, což při zvyšujících se teplotách znamená bezprostřední riziko. Modely již v roce 2005 opatrně naznačovaly, že riziko malárie se zvýší o 5–15 % do roku 2012 v důsledků klimatické změny.

#### Neklimatičtí činitelé
Následuje výčet sociodemografických a environmentálních vlivů pochází z roku 2003.
Sociodemogratické vlivy, které nejsou omezeny jen na následující výčet: vzory lidské migrace a cestování, účinnost veřejného zdravotnictví a lékařské infrastruktury kontrolující hrozby nemocí, přerozdělení léků proti malárii, momentální zdravotní stav populace.
Environmentální vlivy: změny ve využití půdy (např. deforestace), rozšiřování zemědělských a vodních rozvojových projektů (které mají tendenci zvětšovat prostor pro život komárů) a celkově urbanizační trend (tedy zvyšující se koncentrace lidských hostitelů). Patz a Olson už v roce 2006 tvrdili, že tyto krajinné změny mohou ovlivnit lokální počasí více než déle trvající změna klimatu. Například deforestace a kultivace přírodních mokřadů v afrických vrchovinách vytvořily výhodné podmínky pro přežití larev komárů, což částečně vedlo ke zvýšenému výskytu malárie. Vlivy těchto neklimatických činitelů komplikují poznání a ztěžují potvrzení přímého kauzálního vztahu mezi klimatickou změnou a malárií. Je vysoce nepravděpodobné, že by klima mělo nějaké izolované dopady, na kterých by se nepodíleli i jiní činitelé.

## Životní prostředí
Studie autorů Sahney, Benton a Falcon-Lang z roku 2010 uvádí, že klimatická změna může způsobit dramatický úbytek habitatů, například aridní podmínky mohou způsobit deforestaci deštných lesů, jak se ostatně již v minulosti stalo.

### Teplota
Teplota 35 °C měřená teploměrem, jehož baňka (čidlo) je obalena mokrou textilií, je prahovou pro odolnost lidského systému, který při jejím překročení ztrácí možnost dostatečného ochlazování své kůže. Studie Národního úřadu pro oceán a atmosféru (NOAA) z roku 2013 vyvozuje, že teplotní stres při současném emisním scénáři sníží pracovní možnosti. Existují také důkazy, že vysoké teploty mohou zvýšit úmrtnost u lidských plodů (fetusů) a dětí. Ačkoliv je hlavní pozornost upírána především na zdravotní dopady a rizika vyšších teplot, je vhodné brát také v úvahu, že vysoké teploty snižují schopnost učení a pracovní produktivity, což může ovlivnit ekonomii a rozvoj států.

### Voda
Zdroje sladké vody, na které se lidstvo spoléhá, jsou vysoce citlivé na proměny počasí a klimatu. V roce 2007 IPCC publikoval zprávu s vysokou mírou spolehlivosti, ve které se tvrdí, že změna klimatu má pouze negativní dopad na zdroje vody a sladkovodní ekosystémy ve všech světových oblastech. IPCC také s velmi vysokou mírou spolehlivosti již tehdy konstatoval, že aridní a semiaridní oblasti jsou k těmto rizikům obzvláště náchylné.
S tím, jak se klima otepluje, mění charakter světových deštných lesů, evaporace, sněhu, vodních toků a dalších činitelů, kteří ovlivňují zásoby vody a její kvalitu. Specifické dopady zahrnují:
- Vyšší teplota vody ovlivní její kvalitu a urychlí její znečištění.[25]
- Vzestup hladiny oceánů podle projekcí z roku 2009 v některých regionech zvýší počet průniků slané vody do podzemních vod, což sníží množství dostupné sladké vody potřebné k pití a hospodaření.[25][26]
- V některých oblastech ohrožují zmenšování ledovců a uloženého sněhu zásoby vody.[27] Oblasti, které jsou závislé na přítoku vody z tání, mohou pravděpodobně očekávat, že se tento zdroj vody omezí menším přítokem v pozdním létě a jarní příval se dostaví dříve.[25] To může ovlivnit možnosti zavlažování polí. Akutní je tato situace, o které informovala BBC již na začátku nultých let 21. století, zejména pro zavlažování v Jižní Americe,[28] zavlažování a pitné zásoby ve Střední Asii a pro vodní energii v Norsku, Alpách a na Pacifickém severozápadě (Pacific Northwest) Severní Ameriky.
- Zvyšující se četnost extrémního počasí znamená více srážek na ztuhlou půdu, která není schopná vodu absorbovat, což vede k rychlým záplavám namísto zvýšení půdní vlhkosti nebo hladiny podzemní vody.
- Silnější evaporace sníží účinnost přehrad.
- Zároveň se zvýší poptávka po vodě, protože se lidé budou muset více ochlazovat a hydratovat.

## Přemístění a migrace

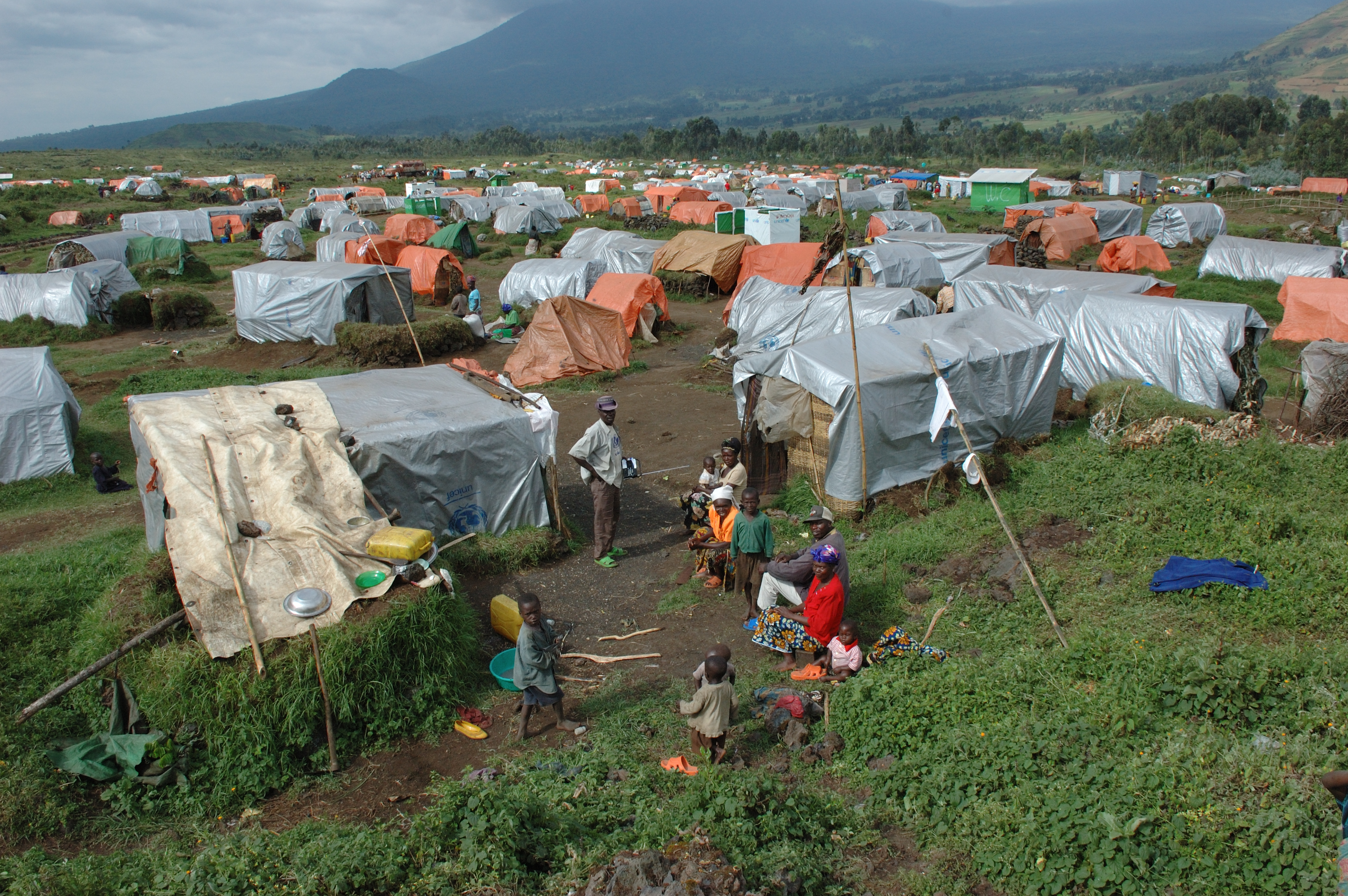
Uprchlický tábor

Klimatická změna zapříčiňuje přemísťování lidí z několika důvodů. Tím nejzřejmějším a nejdramatičtějším důvodem je zvyšující se počet a horší dopady katastrof způsobených počasím, které ničí domovy a přirozená prostředí, což nutí lidi hledat nové domovy nebo živobytí jinde. Dopady klimatické změny, jakými jsou například dezertifikace nebo vzestup hladiny oceánů postupně snižuje možnosti pro živobytí a nutí společnosti vzdát se jejich tradičního domova a najít vhodnější prostředí. Toto se v současnosti děje v oblastech africké Sahele, semiaridním páse, který se nachází přímo pod severními africkými pouštěmi. Zhoršující se životní prostředí zapříčiněné klimatickou změnou také může vést k četnějším konfliktům kvůli zdrojům, což také může způsobit přesunutí lidí.
IPCC odhaduje, že v roce 2050 bude existovat 150 milionů environmentální migrantů, a to především kvůli zaplavujícím se pobřežním lokalitám, pobřežní erozi a zemědělské stagnaci. IPCC nicméně varuje, že je nesmírně těžké změřit rozsah environmentální migrace kvůli složitosti problému a nedostatku dat.
Podle Tuzemského centra pro sledování přesunu (Internal Displacement Monitoring Centre) bylo více než 42 milionů lidí během let 2010 a 2011 přemístěno v Asii a Tichém Oceánu. Toto číslo zahrnuje lidi přemístěné kvůli bouřím, záplavám a vlnám veder a mrazu. Další byli přemístěni kvůli vzestupu hladiny oceánů. Většina z těch, kteří byli donuceni opustit domovy se nakonec vrátila, když se podmínky zlepšily, nicméně se neurčitý počet z nich stal migranty, většinou v jejich vlastní zemi, ale i skrze mezinárodní hranice.
Asie a Tichý Oceán jsou těmi nejvíce náchylnými oblastmi na světě k přírodním katastrofám, jak v absolutním počtu katastrof, tak v rozsahu zasažené populace. Děje se tak z velké části kvůli klimatickým dopadům a v těchto oblastech často žijí velmi zranitelné populace, které jsou nerovně chudé a přehlížené. Zpráva Asijské rozvojové banky z roku 2012 zmiňuje problematická místa, která mají velkou náchylnost k rizikům záplav, cyklón, tajfunů a nedostatku vody.
Některé ostrovní národy z Tichého Oceánu, jako například Tuvalu, Kiribati nebo Maledivy. zvažují případné evakuace, protože ochrana před povodněmi se může stát ekonomicky nerealistickou. Tuvalu již má dohodu s Novým Zélandem o postupném přemístění. To však přesto pro některé ostrovany nepřipadá v úvahu. Nechtějí totiž opustit své domovy, půdy a rodiny. Někteří jednoduše neznají potenciální hrozbu klimatické změny svému ostrovu, což může být způsobeno nedostatkem povědomí vůbec o tom, že nějaká klimatická změna existuje. Na hlavním ostrově Fidži Viti Levu ve městě Vutia polovina respondentů v provedeném průzkumu nikdy neslyšela o klimatické změně (Lata a Nuun, 2012). A i když o tom lidé na tomto ostrově povědomí mají, mnoho tvrdí, že to je problém způsobený vyspělými zeměmi a ty by také měly tento problém vyřešit.
Vlády zvažují různé přístupy ke snížení migrace způsobené environmentálními podmínkami v rizikových společnostech, včetně programů sociální ochrany, rozvoje pracovních míst a základní urbánní infrastruktury a managementu rizik katastrof. Někteří experti dokonce podporují migraci jako vhodný způsob ke zvládnutí environmentálních výzev. Což je nicméně kontroverzní, jelikož migranti, obzvláště ti bez odborných dovedností, jsou těmi nejzranitelnějšími lidmi ve společnosti a často je jim odepřena základní ochrana a přístup ke službám.
Klimatická změna je pouze jedním důvodem, který může přispět k tomu, že se domácnost rozhodne k migraci. Dalšími důvody mohou být chudoba, populační růst nebo zaměstnanecké podmínky. Z tohoto důvodu je obtížné určit environmentální migranty jako skutečné "uprchlíky" oficiálně definované UNHCR. Nedokáže to ani Rámcová úmluva OSN o změně klimatu nebo Kjótský protokol, mezinárodní dohoda o klimatické změně, zahrnující předpisy týkající se pomoci a ochraně pro ty, kteří budou přímo ovlivněni klimatickou změnou.
Studie již z roku 2007 očekávají, že záplavy způsobené vzestupem hladiny oceánů na malých ostrovech a v megadeltách ohrozí životně důležitou infrastrukturu a lidská sídla. To může vést k problematické apatridě pro populace v zemích jako Maledivy a Tuvalu. a bezdomovectví v nízko ležících oblastech jako Bangladéš.
Světová banka v roce 2016 předpovídala, že těžké zásahy rozdmýchají konflikty a migraci napříč Středním východem, Střední Asií a Afrikou.

## Bezpečnost
Klimatická změna má potenciál rozjiskřit existující napětí nebo vytvářet nová, může také stávající problémy násobně zhoršovat. Může být katalyzátorem pro násilné konflikty a hrozbou mezinárodní bezpečnosti. IPCC tvrdí, že environmentální migrace může zhoršit konflikty, i když si není jistý, do jaké míry hraje roli zvyšující se vzácnost zdrojů. Klimatické změny samozřejmě vždy nevedou k násilnostem a konflikty jsou často způsobeny více vlivy.
Mnoho expertů varuje, že klimatické změny mohou vést k vyššímu počtu konfliktů. Panel pro armádní poradenství (Military Advisory Board) složený z vysloužilých generálů a admirálů v roce 2007 předpověděl, že globální oteplování znásobí hrozby v už nyní těkavých oblastech. Centrum pro strategická a mezinárodní studia (Center for Strategic and International Studies) a Centrum pro novou americkou bezpečnost (Center for a New American Security), dva washingtonské think tanky, týž rok prohlásily, že záplavy "mají potenciál vyzývat regionální a dokonce i národní identity", což vede k "ozbrojeným konfliktům o zdroje". Ukazují, že největší hrozby by přišly z "velkých lidských migrací, jak uvnitř států, tak skrze existující hranice". Jiní výzkumníci jsou nicméně skeptičtější. Jedna studie dokonce nenašla žádný statisticky významný vztah mezi klimatem a konflikty při použití evropských dat z let 1000 až 2000.
Vztah mezi klimatickou změnou a bezpečností je záležitost pro autority napříč světem, včetně Rady bezpečnosti OSN a skupiny G77 rozvojových národů. Očekává se, že rozvojové národy zasáhne klimatická změna obzvláště silně. Britská zahraniční tajemnice Margaret Beckett v roce 2007 řekla, že "nestabilní klima podráždí některé základní kameny konfliktů, jako například migrační tlak a soutěž o zdroje". Vazba mezi dopadem klimatické změny na člověka a hrozba násilných a ozbrojených konfliktů je obzvláště důležitá, protože znásobené destabilizující podmínky jsou ovlivněny současně.
Experti vidí vazby vlivu klimatické změny v několika vážných konfliktech:
- Konflikt v Dárfúru, kde sucho povzbudilo konflikt mezi pasáky a zemědělci.[49][50][51]
- Občanská válka v Sýrii, které předcházelo přemístění 1,5 milionu lidí kvůli nízké rostlinné a živočišné produkci způsobené suchem.[52][53][54]
- Islamistické povstání v Nigérii, které využilo nedostatku přírodních zdrojů k přiživení protivládního napětí.[55][56]
- Občanská válka v Somálsku, ve které sucha a extrémně vysoké teploty vedly k násilnostem.[57][58]

Výzkumníci studující staré klimatické jevy (paleoklimatologie) dokázali, že dlouhotrvající výkyvy počtu válek a změny v populaci následovaly cykly teplotních změn od předindustriální éry. Studie z roku 2016 objevila, že "sucho může přispět k udržování konfliktu, především pro skupiny, které jsou závislé na zemědělství a politicky vyloučené skupiny ve velmi chudých zemích. Tyto výsledky naznačují vzájemnou vazbu mezi přírodou a společností, kde násilné konflikty a environmentální problémy vytváří neblahý koloběh, ve kterém každý jev přispívá ke zranitelnosti jedné skupiny vůči druhé".

## Sociální dopady
Následky klimatické změny a chudoby nejsou rozděleny napříč společnostmi rovnoměrně. Individuální a sociální vlivy jako gender, věk, vzdělání, etnicita, geografie a jazyk vedou k různým mírám zranitelnosti a schopnosti přizpůsobit se vlivům klimatické změny. Klimatická změna může ovlivnit skupiny náchylností k hladu, chudobě a různým onemocněním, např. průjmovým nebo malárií, což navíc nerovnoměrně dopadá na děti. Děti mají také, podle studie z roku 2008, až o 14–44 % větší pravděpodobnost úmrtnosti kvůli environmentálním vlivům, což z nich opět dělá ty nejzranitelnější. Tyto skupiny budou v urbánních oblastech, které trpí nízkou kvalitou vzduchu a přelidněním, nejvíce bojovat za zlepšení jejich situace.

### Sociální vlivy extrémního počasí
Jak už v roce 2006 vysvětlila Světová meteorologická organizace, "nedávné zvýšení společenských dopadů tropických cyklón bylo způsobeno zvyšující se koncentrací populace a infrastruktury do přímořských oblastí". Pielke a kol. (2008) zkoumali následky pevninských hurikánů na území Spojených států mezi lety 1900–2005 a neobjevili žádný trend, který by dokazoval, že se zvyšují absolutní normalizované náklady na náhradu škod. 70. a 80. léta 20. století se vymykala kvůli extrémně nízkému množství škod v porovnání s ostatními desetiletími. Desetiletí mezi lety 1996–2005 má druhý největší počet škod za posledních 11 dekád, nejvyšší náklady skýtá období mezi lety 1926–1935. Nejničivější bouří byl hurikán Miami v roce 1926 s normalizovanou škodou 157 miliard dolarů.
Americký Pojišťovací deník (Insurance Journal) se již v roce 2006 domníval, že "by se mělo očekávat, že ztráty způsobené katastrofami se zdvojnásobí zhruba každých deset let kvůli stoupajícím cenám konstrukcí, zvyšujícímu se počtu konstrukcí a změnám v jejich charakteristice". Asociace britských pojišťovatelů (Association of British Insurers, ABI) o rok dříve určila, že omezení uhlíkových emisí by předešlo 80 % projektovaných dodatečných nákladů za tropické cyklóny ročně do 80. let 21. století. Náklady se zvyšují částečně také kvůli tomu, že budovy se staví v rizikových oblastech, např. v těch přímořských nebo v záplavových zónách. ABI tvrdí, že snížení zranitelnosti vůči některým nevyhnutelným dopadům klimatické změny, např. odolnější budovy a zlepšená protipovodňová opatření, také mohou ušetřit značné náklady v dlouhodobější perspektivě.

## Lidská osídlení
Velkou výzvou pro lidská osídlení je vzestup hladiny oceánů, který je v současnosti pozorován a předpokládán výzkumem zkoumající zrychlený úbytek ledu v Grónsku i Antarktidě. Odhady pro rok 2100 z roku 2009 byly přinejmenším dvojnásobné oproti předchozím odhadům IPCC AR4. (v roce 2017 se odhady, vzhledem k mnohem lepší znalosti mechanismů pohybu ledu i měření jeho úbytků, ještě zvýšily, mohlo by jít i více než o 2 m). Dle stejné analýzy mohou podle regionálních změn zvyšující se srážky způsobit více povodní, jinde zase jejich úbytek nebo rozsáhlejší sucha kvůli nedostatku vodních zdrojů.

### Pobřežní a nízko ležící oblasti
Kvůli historicky výhodné lokalitě pro obchodní záležitosti je mnoho největších světových a nejvíce prosperujících měst na pobřeží. V rozvojových zemích žijí nejchudší skupiny obyvatel často v záplavových lokalitách, nezřídka kvůli tomu, že to je jediné dostupné místo nebo kvůli plodným zemědělským půdám. Tato osídlení však často postrádají infrastruktury, jako např. hráze a včasný výstražný systém. Chudší společnosti také mají tendenci méně spořit, nebýt pojištěny nebo nemají přístup k úvěrům na nápravy škod způsobených katastrofami.

Nicholls a Tol (2006) o vlivu vzestupu hladiny oceánů říkají:
Nejhorší budoucnost vzestupu hladiny oceánů nás čeká nejspíše podle scénářů A2 a B2 [IPCC], které především odráží rozdíly mezi socioekonomickou situací (přímořské populace, HDP) spíše než důležitost vzestupu oceánské hladiny. Malé ostrovy a říční delty jsou v nich zranitelnější, než ukazovaly dřívější analýzy. Společně tyto výsledky naznačují, že lidské společnosti budou mít více možností, jak ke vzestupu hladin přistoupit, než bývá momentálně uváděno. Nicméně tento závěr musíme nahlížet optikou, že stále nerozumíme těmto možnostem a podstatné vlivy vzestupu hladiny, které zatím neznáme, zůstávají pravděpodobné.
IPCC v roce 2007 vydala zprávu, že socioekonomické dopady klimatické změny v přímořských a nízko ležících oblastech budou nesmírně špatné. Následující dopady byly projektovány s vysokou mírou spolehlivosti.
- Přímořské a nízko ležící oblasti budou vystaveny zvýšenému riziku zahrnujícímu přímořskou erozi v důsledku klimatických změn a vzestupu hladiny oceánů.
- Do 80. let 21. století budou miliony lidí ročně čelit záplavám v důsledku zvýšené hladiny oceánů. Počet postižených bude nejvyšší v hustě osídlených oblastech a nízko ležících megadeltách Asie a Afriky. Menší ostrovy byly označeny za nejzranitelnější vůči tomuto riziku.

Studie z roku 2007 věnující se prostředí a urbanizaci tvrdí, že 634 milionů lidí žije v přímořských oblastech s maximální nadmořskou výškou 9,1 metru. Tato studie také tvrdí, že okolo dvou třetin světových měst, jejichž populace přesahuje pět milionů obyvatel, se nachází v nízko ležících přímořských oblastech.

## Energetický sektor

### Ropa, uhlí a zemní plyn
Infrastruktury ropy a zemního plynu jsou zranitelné vůči vlivům klimatické změny a zvyšujícím se rizikům katastrof, jakými jsou bouře, cyklóny, záplavy a dlouhotrvající vzestup hladiny oceánů. Minimalizace těchto rizik stavěním v méně rizikových oblastech mohou být drahé a nemožné v zemích v přímořských lokalitách nebo na ostrovních státech. Všechny tepelné elektrárny spoléhají na vodu, kterou jsou chlazeny. Klimatická změna také může zvýšit četnost such a způsobit nedostatky sladké vody. Další dopad tepelných elektráren je, že se zvyšující se teplotou, ve které pracují, se snižuje jejich účinnost a tím pádem i produkce. Zdroje ropy často pochází z oblastí, kterou jsou náchylné k velkým přírodním katastrofám, riziky mohou být tropické bouře, hurikány, cyklóny a záplavy. Příkladem může být hurikán Katrina, a jeho dopad na ropnou těžbu v Mexickém zálivu, když zničil 126 a poškodil 183 těžebních plošin.
Nicméně dříve nedotčené arktické oblasti by měly být podle informací z roku 2012 dostupné pro těžbu zdrojů.

### Jaderná energie
Klimatická změna spolu s extrémním počasím a přírodními katastrofami může ovlivnit jaderné elektrárny mnoha způsoby, podobně jako v případě těžby ropy, uhlí a zemního plynu. Každopádně dopad nedostatku vody pro chladiče jaderných elektráren bude větší než na ostatní tepelné elektrárny. Je to kvůli tomu, že staré reaktory jsou navrženy s vodou chlazenými jádry, jejichž teplota je shora velice omezena. Mají tím nízkou termodynamickou účinnost výroby elektřiny, do okolí musí při témže elektrickém výkonu předávat více tepla než tepelné elektrárny využívající spalování. Tato situace zapříčinila, že některé jaderné reaktory budou vypnuty, dokud jejich chladicí systémy nebudou vylepšeny, aby poskytly vyšší kapacitu. Dodávky jaderné energie byly zmenšeny nižším tokem řek a suchy, což znamená, že řeky dosáhly maximální teploty pro chlazení. Takové odstávky se staly ve Francii během vln veder v letech 2003 a 2006. Během těchto vln veder muselo 17 reaktorů omezit svou produkci nebo být vypnuto. 77 % francouzské elektřiny je produkováno jadernou energií a v roce 2009 podobná situace způsobila nedostatek 8 GW, což donutilo francouzskou vládu k importu elektřiny. Další případy se staly v Německu, kde extrémní teploty snížily produkci jaderné energie devětkrát v důsledku vysokých teplot mezi lety 1979 až 2007. Konkrétně pak:
- Jaderná elektrárna Unterweser snížila produkci o 90 % mezi červnem a zářím roku 2003
- Isarská jaderná elektrárna snížila produkci o 60 % na dva týdny kvůli vysoké teplotě řeky a nízkému toku v řece Isar v roce 2006

Podobné události se staly i jinde v Evropě během stejných horkých letních měsíců. Mnoho vědců souhlasí, že pokud bude globální oteplování pokračovat, tyto problematické jevy se budou opakovat častěji.

### Hydroelektřina
Změny výšky toku řek korelují s množstvím produkované energie přehradami. Nižší toky způsobené suchem, klimatickou změnou, přehradami proti směru toku řek nebo odkloněním toku snižují množství skutečných zásob v přehradách, což tím pádem snižuje množství vody, které může být použito pro výrobu hydroelektřiny. Následek sníženého toku řek může být snížení zásob elektřiny v oblastech, které jsou silně závislé na hydroelektrické energii. Riziko sníženého toku se může zvýšit s rizikem klimatické změny. Studie řeky Colorado ze Spojených států naznačují, že střední scénář klimatické změny (zvýšení o 2 °C, které mohou o 10 % snížit srážky) může snížit odtok řeky o 40 %. Zejména Brazílie je silně závislá na hydroelektřině a zvyšující se teplota, snižující tok řek a změna srážkového systému ji může nebezpečně ohrozit a ročně snížit produkci její elektřiny o 7 % do konce 21. století.

## Náklady
Vědecké důkazy pro vazby mezi globálním oteplováním a zvyšujícími se náklady přírodních katastrof v důsledku extrémního počasí. jsou podle studie z roku 2014 slabé, nicméně přední středoproudí environmentální řečníci jako Barack Obama nebo Al Gore zdůrazňují, že vazba je možná. Nejvyšší podíl zvyšujících se nákladů kvůli událostem jako např. hurikán Sandy. jsou kvůli zvýšeným nákladům na opravy, které jsou způsobeny pojištěním vybavení budov ve zranitelných lokalitách. Tato informace byla nicméně v roce 2014 kritizována Paulem Krugmanem. a zpravodajským portálem ThinkProgress jako popírání klimatické změny.

### Pojištění
Odvětví, které je přímo zasaženo riziky klimatické změny je pojišťovnictví. Podle zprávy z roku 2005 od Asociace britských pojišťovatelů by omezení uhlíkových emisí předešlo 80 % projektovaných dodatečných nákladů za tropické cyklóny ročně do 80. let 21. století. Zpráva od stejné asociace z roku 2004 hlásá, že "klimatická změna není vzdáleným problémem pro budoucí generace, aby se s ní vypořádaly, naopak, v mnohých podobách už je tady nyní a na pojišťovací byznys dopadá právě teď". Zpráva tvrdí, že rizika katastrof spojených s počasím pro domácnosti a majetek se už nyní zvyšují o 2–4 % ročně v důsledku měnících se podmínek počasí a nároky za škody způsobené bouřemi a povodněmi se ve Spojeném království zdvojnásobily na více než 6 miliard liber mezi lety 1998–2003 v porovnání s předchozími pěti lety. Výsledkem jsou stoupající ceny pojištění a riziko, že v některých oblastech se protipovodňové pojištění stane nedostupným pro ty, kteří mají nižší příjmy.
Finanční instituce včetně dvou největších zajišťovnických společností na světě. Munich Re a Swiss Re varovaly v roce 2002 studií, že "zvyšující se četnost závažných klimatických událostí spojených se společenskými trendy by mohly stát téměř 150 miliard dolarů každoročně v následujícím desetiletí". Tyto náklady by zatížily zákazníky, daňové poplatníky a pojišťovací společnosti, společně se zvyšující se cenou spojenou s pojistkami a pomoci při katastrofách.
Ve Spojených státech se ztráty pojišťoven také velmi zvýšily. Již práce z r. 1999 ukázala, že 1% růst srážek ročně může zvýšit ztráty při katastrofách o více než 2,8 %. Hrubý nárůst se většinou připisoval zvýšené populaci a hodnotě majetku ve zranitelných přímořských oblastech, přestože došlo k nárůstu četnosti katastrof spojených s počasím, jako byly silné deště od 50. let 20. století.

## Doprava
Cesty, vzletové dráhy, železniční tratě a potrubí (včetně potrubí na ropu, kanalizaci a vodu) mohou vyžadovat zvýšenou míru obsluhy a obnovy, s tím jak budou vystaveny vyšším teplotním změnám. Oblasti, které již jsou nepříznivě ovlivněny (vč. oblastí permafrostu), jsou vystaveny vysoké míře subsidence, což způsobuje deformaci cest, potopení základů a vážné poškození cest.